# Heterotermia
La heterotermia (del griego ἕτερος heteros "otro" y θέρμη thermē "calor") es un término fisiológico para animales que intercambian entre autorregular su temperatura corporal, y permitirle a su ambiente afectarla. Es decir, exhiben características tanto de poiquilotermia y homeotermia.

## Concepto
Los animales heterotérmicos son aquellos que pueden cambiar entre estrategias poiquilotérmicas y homeotérmicas. Estos cambios en las estrategias ocurren típicamente diariamente o anualmente. Generalmente, se usa para desvincular las irregularidades de la tasa metabólica observadas en algunos mamíferos pequeños y aves (p.e. murciélagos y colibríes), de aquellos animales tradicionalmente de sangre fría. En muchas especies de murciélagos, la temperatura corporal y la tasa metabólica son altas únicamente durante el tiempo de actividad. Durante el descanse, estos animales reducen su metabolismo drásticamente, lo que tiene como consecuencia que su temperatura corporal baje a aquella del ambiente que lo rodea. Esto los convierte en homeotérmicos cuando están activos, y poiquilotérmicos durante el descanso. Este fenómeno ha sido acuñado como 'torpor diario' y fue detenidamente estudiado en el hámster ruso. Durante la temporada de hibernación, este animal muestra un metabolismo fuertemente reducido cada día durante la fase del descanso mientras regresa a un metabolismo endotérmico durante su fase activa, lo que conlleva temperaturas corporales euterotérmicas normales (alrededor de 38 °C).
En invierno los mamíferos más grandes (p.e. ardillas terrestres) y los murciélagos muestran episodios de torpor de varios días durante la hibernación (de hasta varias semanas). Durante estos brotes de torpor de múltiples días, la temperatura corporal baja a ~1 °C por encima de la temperatura ambiente y el metabolismo puede bajar a cerca de 1% de la tasa metabólica endotérmica normal. Incluso en estos hibernadores profundos, los largos periodos de torpor son interrumpidos por brotes de metabolismo endotérmico, llamados excitaciones (y que duran normalmente de 4 a 20 horas). Estas excitaciones metabólicas causan que la temperatura corporal vuelva a niveles eutérmicos de entre 35 y 37 °C. La mayoría de la energía gastada durante la hibernación se gasta en las excitaciones (del 70 al 80%), pero su función permanece sin resolver.
Los patrones de hibernación poco profunda sin excitaciones se han descrito en mamíferos grandes (como el oso negrocircunstancias ambientales especiales.

## Heterotermia Regional
La heterotermia regional describe a organismos que son capaces de mantener diferentes "zonas" de temperaturas corporales en regiones diferentes del cuerpo. Esto normalmente ocurre en las extremidades, y es hecho posible a través del uso de intercambiadores de calor contra corriente, tales como la red maravillosa encontrada atunes y ciertas aves. Estos intercambiadores igualan la temperatura entre la sangre arterial caliente que sale a las extremidades y la sangre venosa fría que regresa, reduciendo así la pérdida de calor. Los pingüinos y muchas aves árcticas usan estos intercambiadores para mantener sus pies a más o menos la misma temperatura que el hielo que las rodea. Esto evita que las aves se atoren en una capa de hielo. Otros animales como la tortuga laúd usan los intercambiadores para recopilar y mantener calor generado por sus aletas musculares. Hay incluso algunos insectos que poseen este mecanismo (véase Termorregulación de los insectos), el ejemplo más conocido son los abejorros, que exhiben intercambio de calor contra corriente en el punto de estrechamiento entre el mesosoma (tórax) y el metasoma (abdomen); el calor se retiene en el tórax y se pierde del abdomen. Por medio de un mecanismo similar, la temperatura interna del tórax de las abejas puede exceder los 45 °C durante el vuelo.